# Perbellia
Perbellia is een geslacht van rechtvleugeligen uit de familie veldsprinkhanen (Acrididae). De wetenschappelijke naam van dit geslacht is voor het eerst geldig gepubliceerd in 1920 door Sjöstedt.

## Soorten
Het geslacht Perbellia omvat de volgende soorten:
- Perbellia brevialata Sjöstedt, 1921
- Perbellia picta Sjöstedt, 1920